# Мурована-Гослина
Мурована-Гослина (пол. Murowana Goślina)  —  город  в Польше, входит в Великопольское воеводство,  Познанский повят.  Имеет статус городско-сельской гмины. Занимает площадь 7,18 км². Население 10 000 человек (на 2005 год).
Является членом движения «Медленный город» (итал.  Cittaslow).

## История

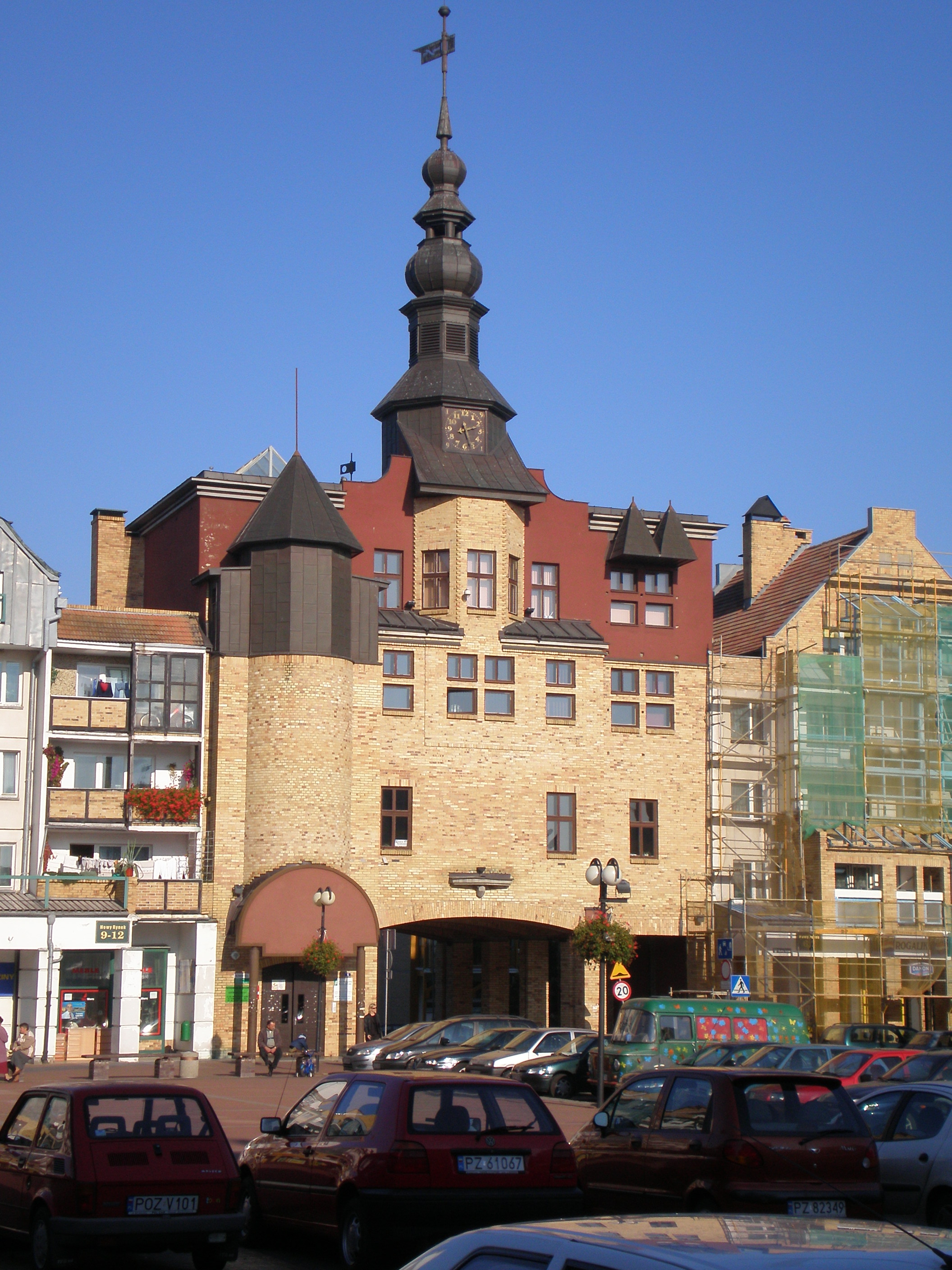
Ратуша